# 濁川 (喜多方市)
濁川（にごりがわ）は、福島県に源流を持つ一級河川で、一級水系、阿賀野川水系に属する。

## 概要
福島県会津地方北部の飯豊山地を水源とし、同県喜多方市を流れる。会津盆地の北側を流れ、喜多方市塩川地区で阿賀川に合流する。本河川は会津盆地西部において扇状地を形成する河川で、扇状地を形成する河川よりも侵食が著しいとされる。加えて、かつて本河川は宮川と呼ばれたとされる。
本河川は、喜多方市の熱塩加納地区、上三宮地区、松山地区、豊川地区、慶徳地区、塩川地区を南北に縦断するように流れており、喜多方市市街地の西側を経由しているほか、上三宮地区で押切川が合流している。また、本河川を横断する道路が多数存在しており、複数の道路橋梁が架かるほか、東日本旅客鉄道（JR東日本）磐越西線も喜多方駅の西側で本河川を横断している。
上流には大平沼が存在しており、現在は小水力発電を行う大平沼小水力発電所が設置されている。

## 支流
- 押切川

## 本河川に架かる主な橋梁
- 見頃橋（国道459号）
- 新町橋(喜多方市道）
- 舞台田橋（喜多方市道）
- 濁川橋梁（JR東日本磐越西線）
- 濁川橋（福島県道16号喜多方西会津線）
- 新宮橋（福島県道61号塩川山都線）
- 西田原橋（喜多方市道）